# Шелије
Шелије (фр. Chélieu) насеље је и општина у источној Француској у региону Рона-Алпи, у департману Изер која припада префектури Ла Тур ди Пен.
По подацима из 2011. године у општини је живело 668 становника, а густина насељености је износила | становника/km². Општина се простире на површини од 10,13 km². Налази се на средњој надморској висини од 406 метара (максималној 607 m, а минималној 374 m).

## Демографија
| 1962. | 1968. | 1975. | 1982. | 1990. | 1999. | 2011. |
| ----- | ----- | ----- | ----- | ----- | ----- | ----- |
| 407   | 378   | 323   | 368   | 415   | 522   | 668   |

График промене броја становника у току последњих година